# Espelta

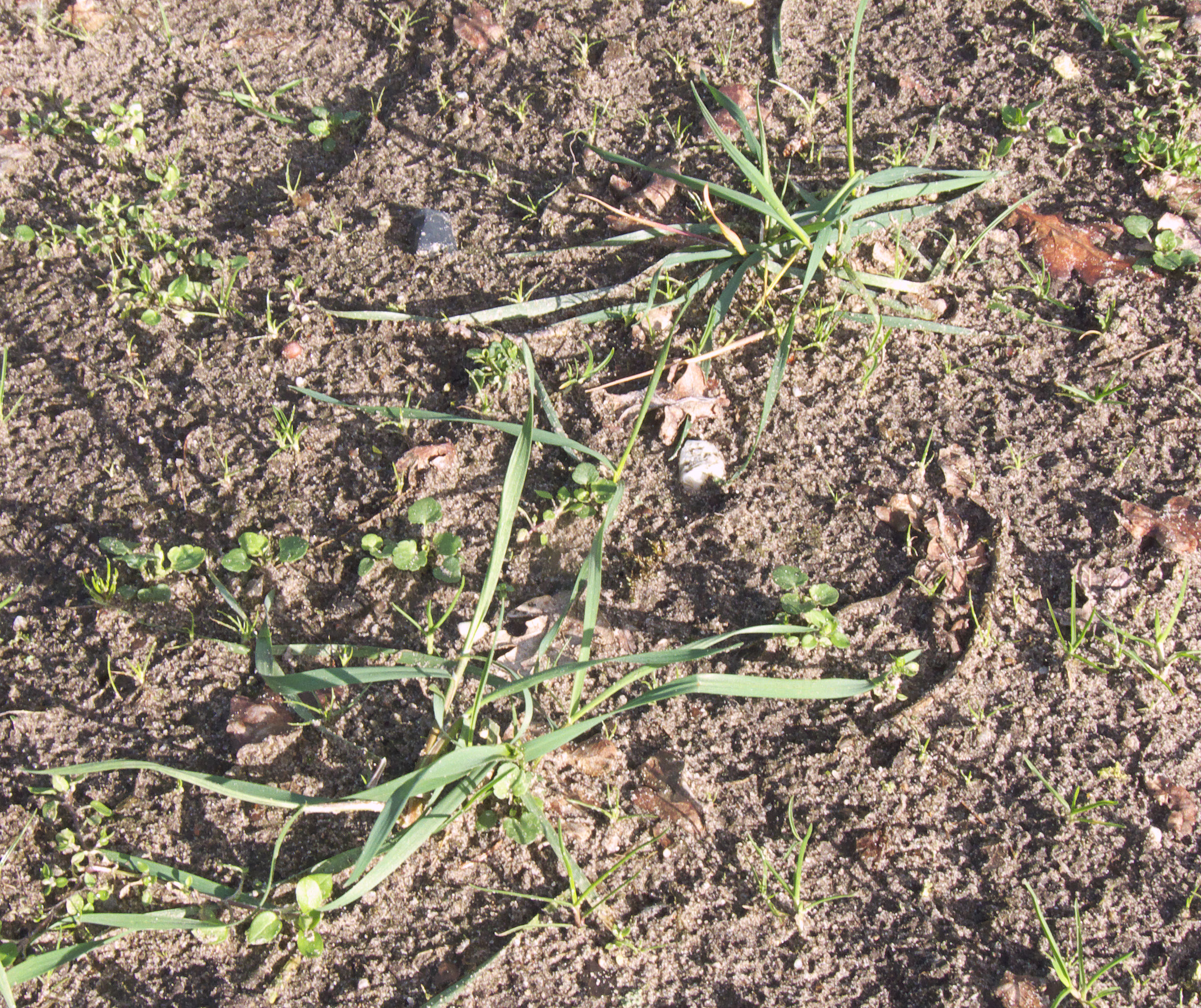
Plantes d'espelta al febrer.

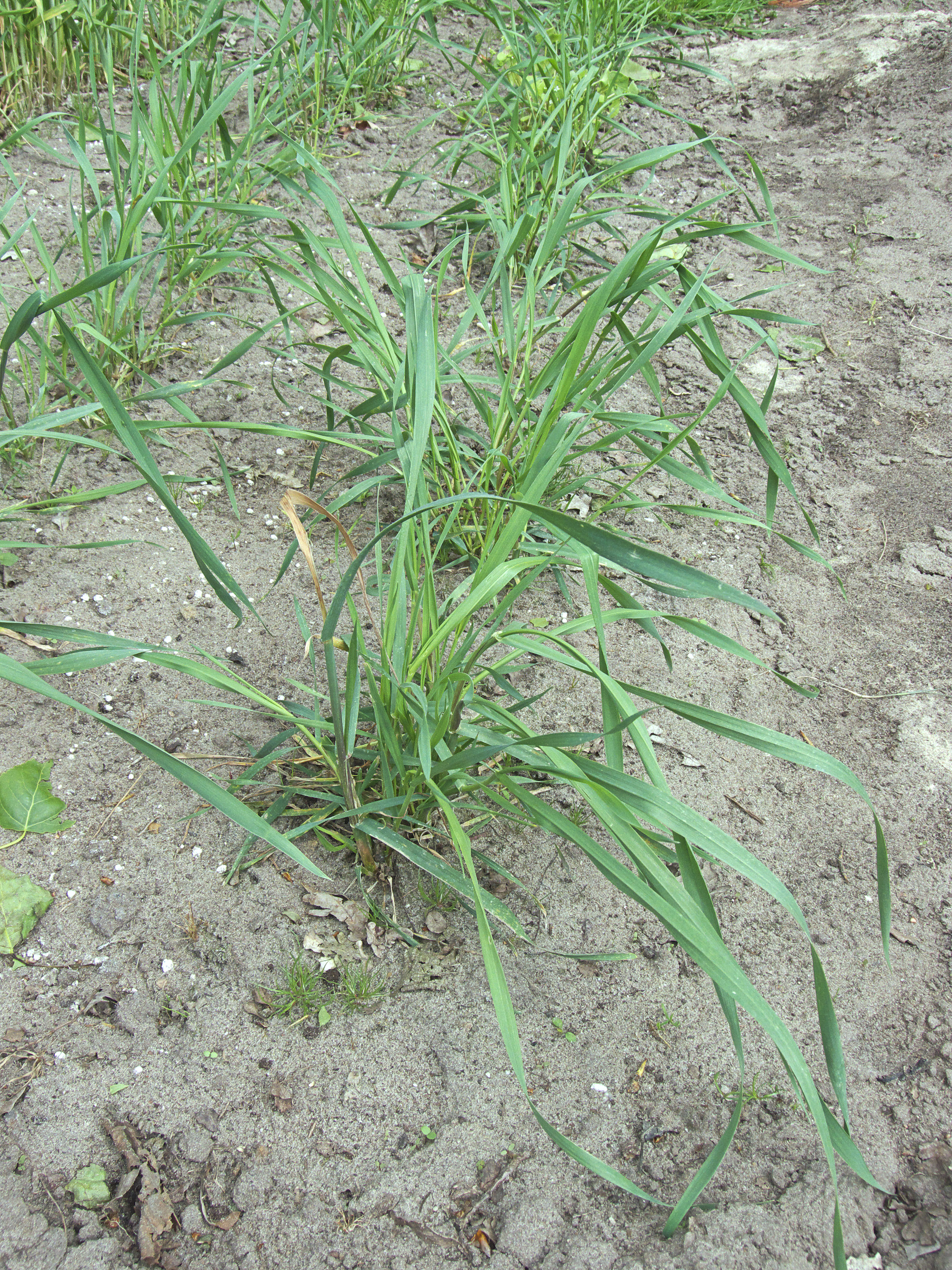
Plantes d'espelta a l'abril

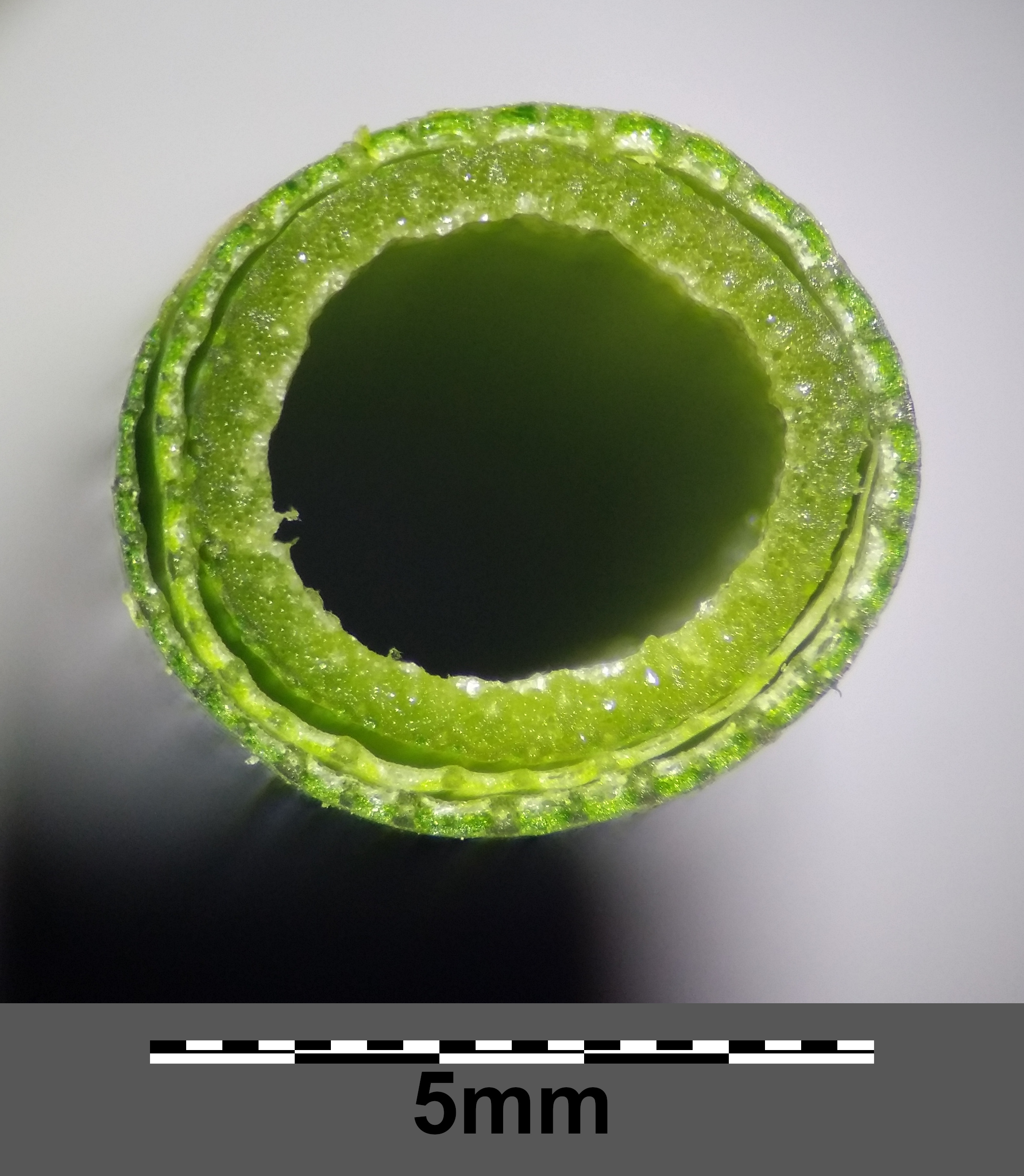
Secció d'una tija.

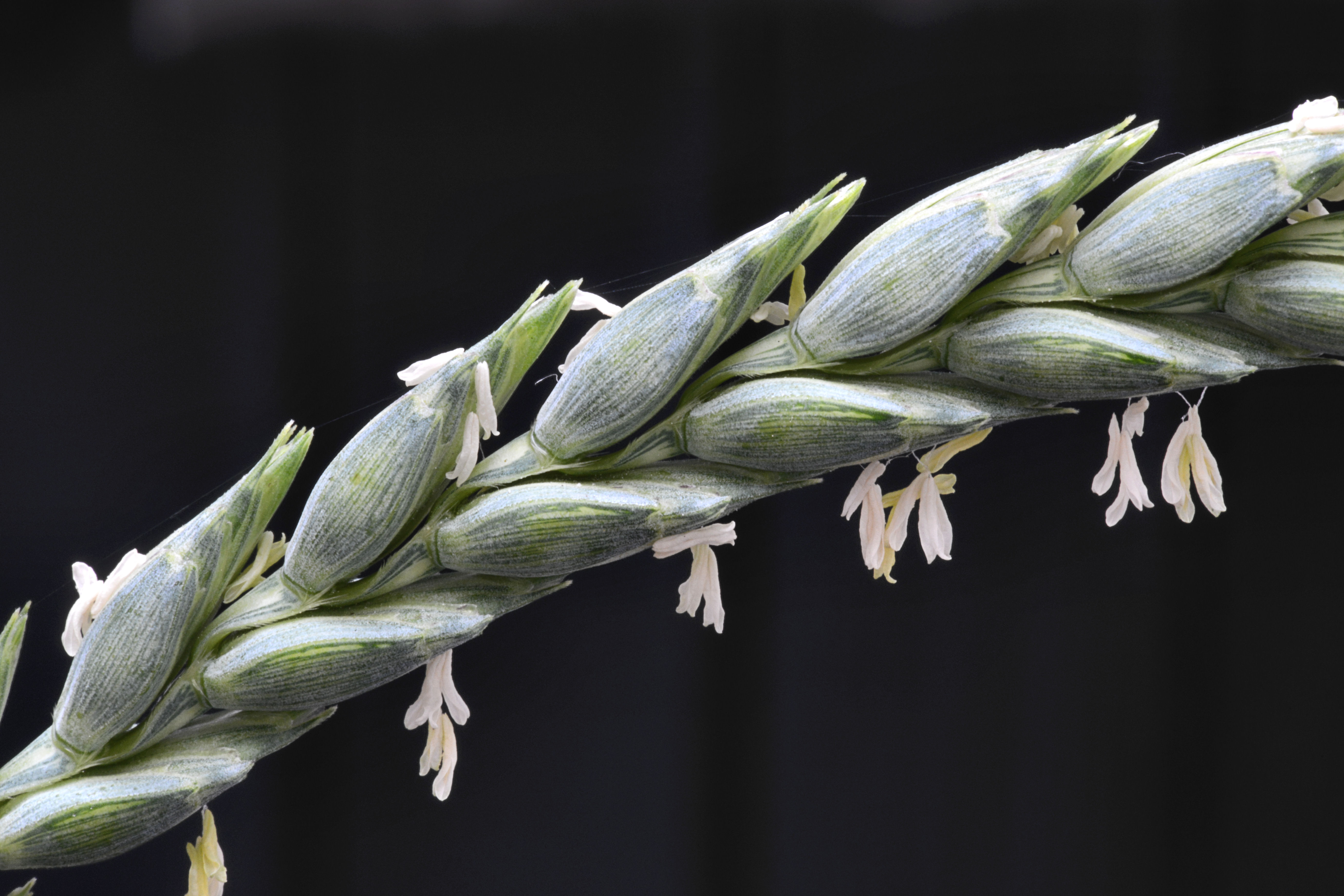
Detall d'una espiga.

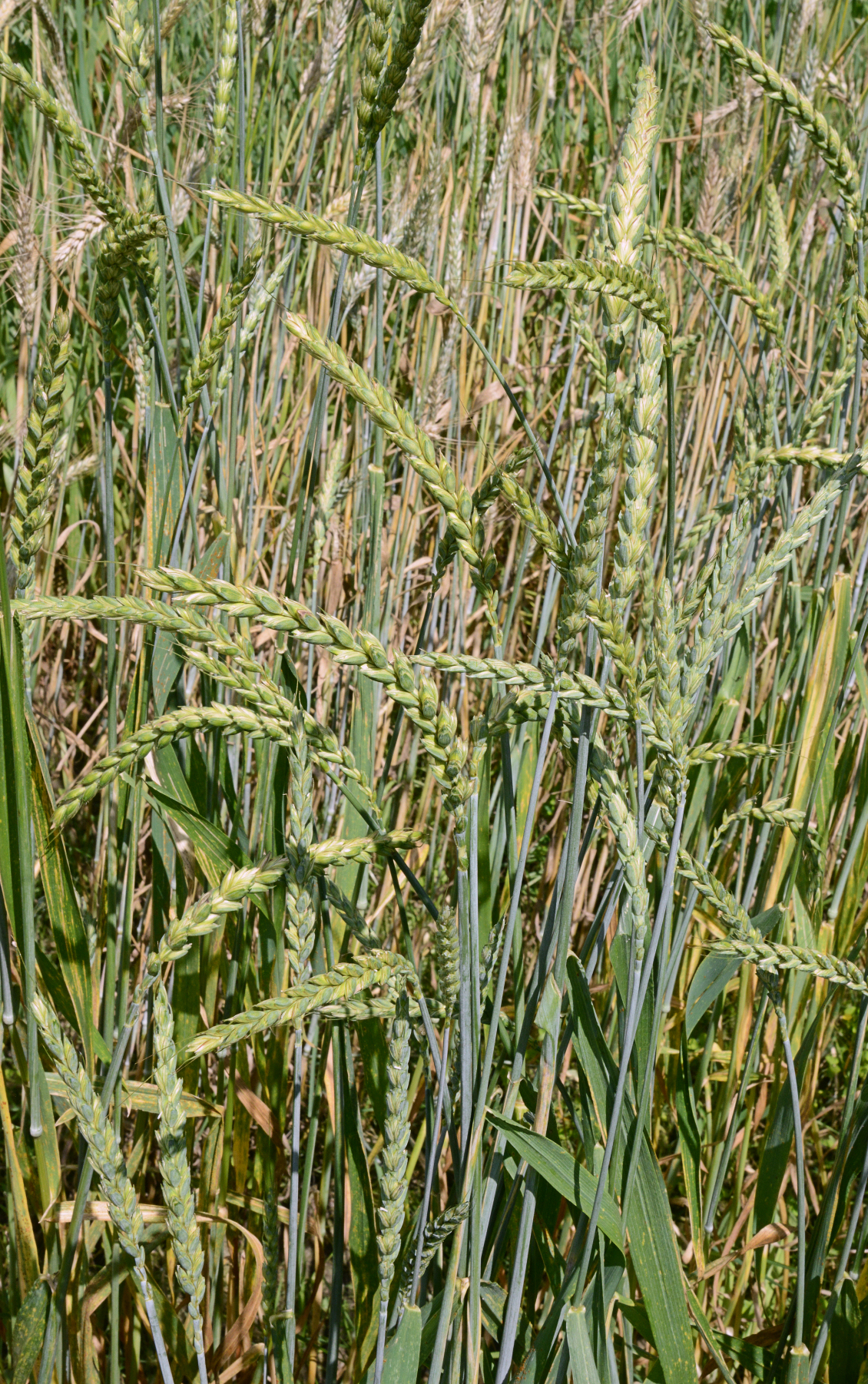
Espelta granada.

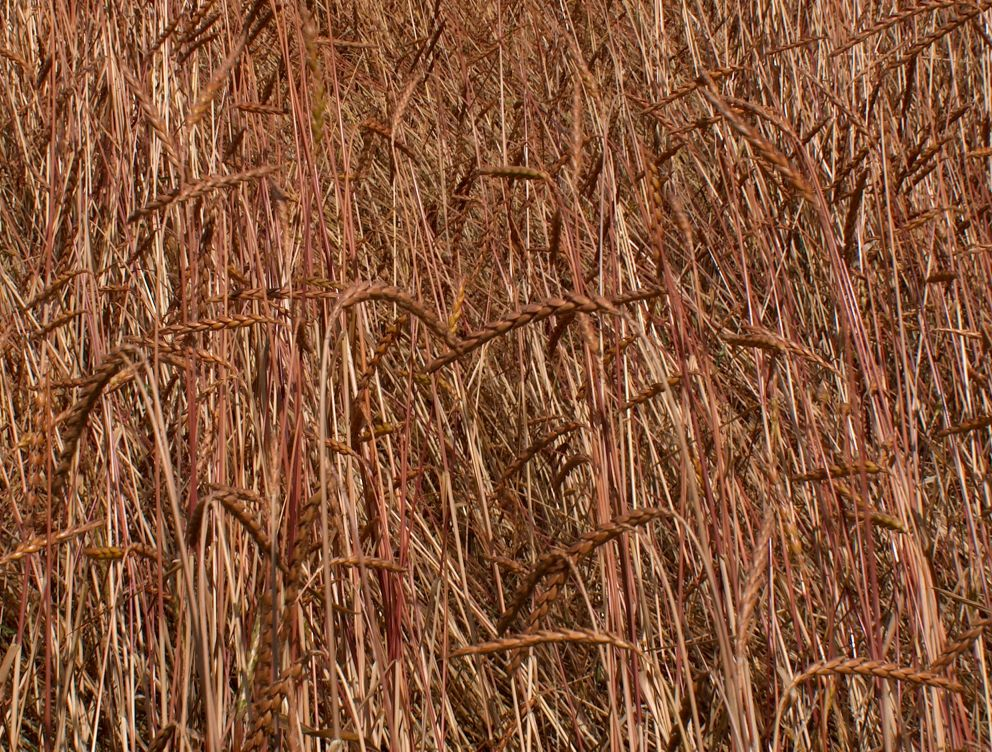
Espelta abans de la collita.

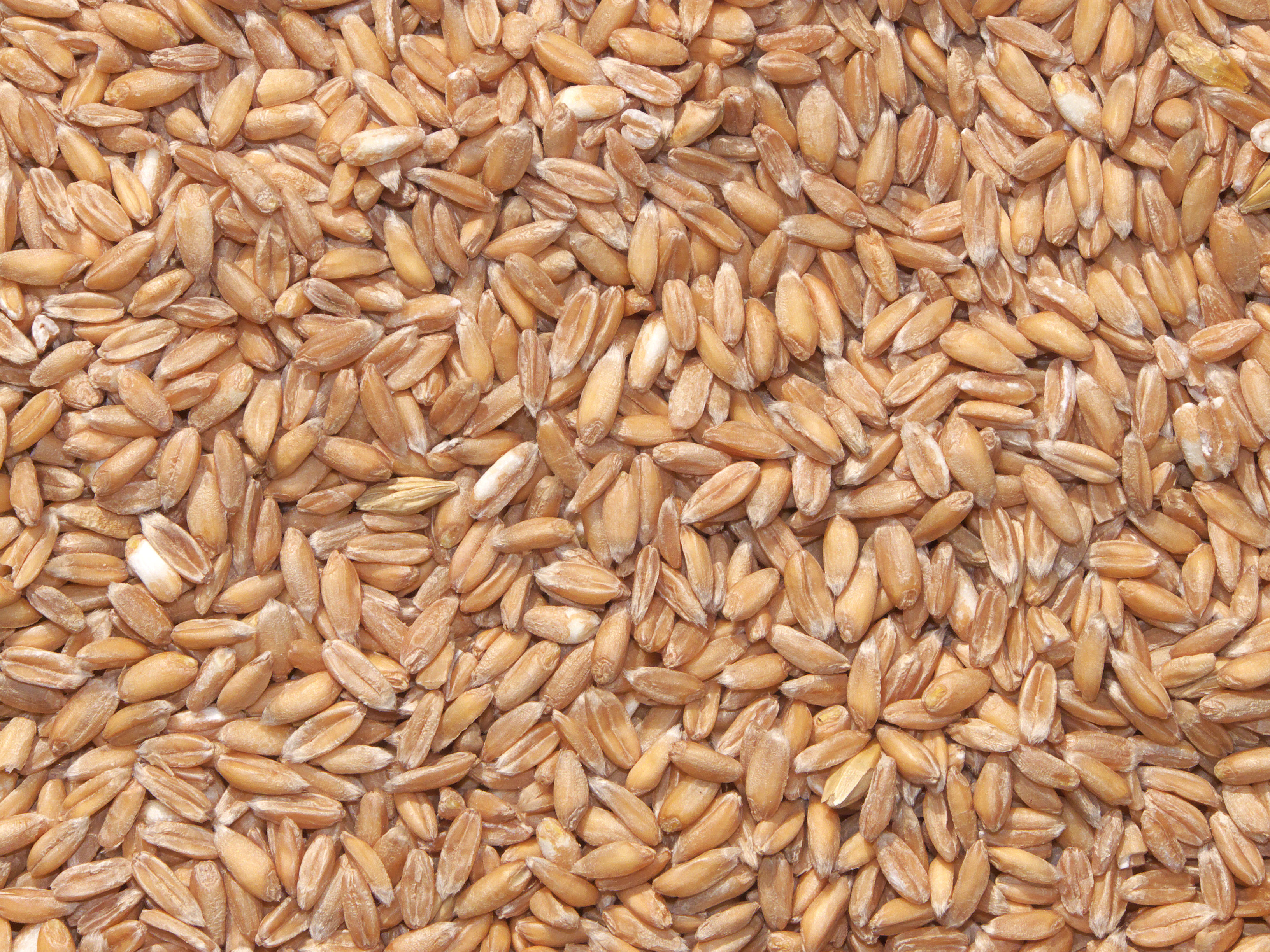
Grans d'espelta

L'espelta (Triticum spelta) és una espècie de blat, (gènere Triticum), dins la família de les poàcies, de vegades considerada una subespècie del blat blancal (Triticum aestivum)
Addicionalment pot rebre el nom d'escandia i cal no confondre-la amb l'espelta petita (T. monococcum).

## Particularitats
És una espècie hexaploide amb 42 cromosomes. És considerada un híbrid del Triticum dicoccoides i del Triticum boeoticum que es va originar a l'orient mitjà, on va ser cultivada almenys fa 5000 anys. Fins a l'edat mitjana era el cereal que conformava el pa de les classes benestants,.
El seu conreu és molt antic: l'espelta i l'espelta petita (T. monococcum), van ser les primeres espècies domesticades de cereals. A més, l'espelta és més rica en proteïna que el blat (19 % en comparació a 11 %) i conté tres cops més albúmines, fòsfor i vitamina A que no pas el blat. Malgrat això, com que l'espelta té un rendiment per hectàrea més baix que el blat i només es pot plantar a zones fredes i muntanyoses, va caure pràcticament en desús i només es va conservar en indrets de clima o terres poc adequades pel blat normal com ara els climes més freds d'algunes zones del centre d'Europa. És una planta molt resistent al fred i a les malalties que no ha experimentat les alteracions genètiques de les plantes conreades intensivament.

## Taxonomia
Aquesta subespècie va ser publicada per primer cop l'any 1753 a l'obra Species Plantarum de Carl von Linné (1707-1778) com una espècie, amb el nom de Triticum spelta, però la seva classificació actual com a subespècie de Triticum aestivum va ser publicada l'any 1918 pel botànic suís Albert Thellung (1881-1928) a la revista berlinesa Naturwissenschaftliche Wochenschrift.

### Sinònims
Els següents noms científics són sinònims de Triticum aestivum subp. spelta:
- Sinònims homotípics

- Spelta vulgaris Ser.
- Triticum aestivum var. spelta (L.) Fiori
- Triticum sativum subsp. spelta (L.) Hack.
- Triticum sativum subsp. spelta (L.) K.Richt.
- Triticum spelta L.
- Triticum vulgare convar. spelta (L.) Alef.
- Triticum vulgare subsp. spelta (L.) Körn.
- Zeia spelta (L.) Lunell

- Sinònims heterotípics

- Triticum aestivum subsp. tibetanum Q.Q.Shao
- Triticum aestivum subsp. yunnanense King ex S.L.Chen
- Triticum arduinoi Mazzuc.
- Triticum arias Clemente
- Triticum bengalense P.Lawson
- Triticum duhamelianum Mazzuc.
- Triticum elymoides Hornem.
- Triticum forskalei Clemente
- Triticum rufescens Steud.
- Triticum spelta aestivum Schübl.
- Triticum spelta var. albumcompactoides Sanchez-Monge & Villena
- Triticum spelta var. arduinoi (Mazzuc.) Flaksb.
- Triticum spelta f. arduinoi (Mazzuc.) Brand
- Triticum spelta aristatum Schübl.
- Triticum spelta subsp. aristatum (Schübl.) Schübl. & G.Martens
- Triticum spelta subsp. aristatum Schübl. & G.Martens
- Triticum spelta var. carthlicum Zhizhil. & Berishv.
- Triticum spelta grex duhamelianum (Mazzuc.) Flaksb.
- Triticum spelta var. duhamelianum (Mazzuc.) Flaksb.
- Triticum spelta f. duhamelianum (Mazzuc.) Brand
- Triticum spelta var. griseoturanorecens Udachin
- Triticum spelta var. ispharosubbaktiaricum Udachin
- Triticum spelta subsp. kuckuckianum Gökgöl
- Triticum spelta var. kuckuckianum Udachin
- Triticum spelta subsp. muticum (Schübl.) Schübl. & G.Martens
- Triticum spelta var. muticum (Schübl.) Gray
- Triticum spelta subsp. muticum Schübl. & G.Martens
- Triticum spelta muticum Schübl.
- Triticum spelta var. saharae Ducell.
- Triticum spelta var. subbuldoji Udachin
- Triticum spelta var. tarakanovii Udachin
- Triticum spelta var. tashausicum Udachin
- Triticum spelta subsp. tibetanum (Q.Q.Shao) N.P.Gonch.
- Triticum spelta var. turanoalborescens Udachin
- Triticum spelta var. turanoalefeldii Udachin
- Triticum spelta velutinum Schübl.
- Triticum spelta var. viridoalbispicatum Jakubz.
- Triticum spelta var. viridoarduinii Jakubz. & Puchalski
- Triticum spelta subsp. yunnanense (King ex S.L.Chen) N.P.Gonch.
- Triticum speltiforme Seidl ex Opiz
- Triticum vulgare var. album Alef.
- Triticum vulgare var. arduinoi (Mazzuc.) Alef.
- Triticum vulgare var. coeruleum Alef.
- Triticum vulgare var. duhamelianum (Mazzuc.) Alef.
- Triticum vulgare var. fringillarum Alef.
- Triticum vulgare var. michauxii Alef.
- Triticum vulgare var. rufum Alef.
- Triticum vulgare var. vulpinum Alef.
- Triticum zea Host

## Contingut nutritiu
L'espelta conté:
- 57,9% de glúcids o hidrats de carboni
- 9,2% de fibra
- 17,0% de proteïna
- 3% de greix
- minerals i vitamines

Com conté gluten no és apte per als celíacs.

## Gastronomia i salut
Darrerament s'ha incrementat el consum de l'espelta de la mà de les botigues de dietètica i vegetarianes. Hi ha moviments gastronòmics que afirmen que menjar aquest tipus de cereals és millor per la salut humana que consumir els blats corrents.